# Jan Both z Bajny
Jan Both z Bajny nebo Both de Bajna (chorvatsky Ivan Bot od Bajne, maďarsky bajnai Both János, ? – září 1493, Brinje) byl chorvatsko-uherský šlechtic, politik a generál (generalis magister), velmož a baron z rodu Bothů z Bajny. Sloužil jako bán Chorvatského království. Měl uherský titul magnatus magnificus, královský baron (barones regni).

## Rodina a život
Narodil se jako syn rytíře a královského pobočníka Štěpána Botha pána Bajny a dalších panství, z chorvatsko-uherského rodu Bothů z Bajny, který se vydělil z rozrodu Csornů. Janův bratr Ondřej Both později rovněž působil jako bán v letech 1504-1507.
Byl ženatý s Apollonií Csapyovou, dcerou šlechtice Ondřeje Csapyho, rytíře Dračího řádu a kapitána hradu svatého Jiří v Zalanské župě asi v letech 1441 až 1448. Příjmení matky Apollonie Csapyové není známo, ve všech listinách se objevuje pouze jako Helena. Sestra Apollonie, Helena Csapyová, se provdala za Jiřího Forstera de Szenterzsébet.
Z manželství Jana Botha a Apollonie Csapyové se narodil syn Jan II. Both z Bajny, chorvatský místobán, kapitán bělehradské pevnosti (nándorfehérvári vicebáró). Ten byl ženatý s Markétou Bánffyovou z Alsólendvy, dcerou Mikuláše Bánffyho, vrchního soudního vykonavatele (magister janitorum), dědičného hraběte (1480) z Bratislavy a jeho manželky Markéty Piastovny, vévodkyně Zaháňské. Zahynul 29. srpna 1521 v kruté, 40 dnů trvající bitvě proti Turkům.
V roce 1492 se Jan Both s mladším bratrem Ondřejem stali majiteli hradu Hrušov a dalších panství v Horních Uhrách. Jedním z nich byla Sykava, k níž se bude vztahovat jedna z větví rodu. V letech 1492-1493 byl guvernérem Ilýrie (Illíria kormányzója), bánem (místokrálem) Chorvatska, Slavonie a Dalmácie.
29. srpna 1521 se v krvavé bitvě u Korbavy utkal v boji proti osmanskému sultánovi Sulejmanu I. Velikému. Když seznal, že již není schopen bránit Senje, stáhl se společně se chorvatským spolubánem Emerikem Derenčinem, na hrad Brinje, kde byl zabit během obléhání.
Potomci Alžběty Bothové z Bajny († 1597), vdané za vicepalatina a barona Mikuláše Istuanfia a Jana Burcharta I. se stali zakladateli lékařského rodu v Tallinnu.